# Until the End (álbum)
Until the End es el tercer álbum de estudio de Kittie, una banda de heavy metal canadiense, compuesta solo por mujeres. Fue lanzado en 2004 e incluyó el sencillo «Into the Darkness», que se abrió camino en las estaciones de radio en junio de ese año. Se produjo también un video musical para esa canción. La canción «Pussy Sugar» también recibió apoyo significativo en la estación radiofónica Hard Attack de Sirius.
El álbum debutó en la lista Billboard 200 en el lugar #105, vendiendo 19.000 copias.

## Lista de canciones
| N.º | Título                            | Escritor(es)  | Duración |  |
| 1.  | «Look So Pretty»                  | Morgan Lander | 5:29     |  |
| 2.  | «Career Suicide»                  | Morgan Lander | 3:55     |  |
| 3.  | «Until the End»                   | Morgan Lander | 4:13     |  |
| 4.  | «Red Flag»                        | Morgan Lander | 3:48     |  |
| 5.  | «Sugar»                           | Morgan Lander | 4:16     |  |
| 6.  | «In Dreams»                       | Morgan Lander | 3:15     |  |
| 7.  | «Into the Darkness»               | Morgan Lander | 3:38     |  |
| 8.  | «Burning Bridges»                 | Morgan Lander | 3:07     |  |
| 9.  | «Loveless»                        | Morgan Lander | 2:08     |  |
| 10. | «Daughters Down»                  | Morgan Lander | 3:40     |  |
| 11. | «Into the Darkness» (Vocal Remix) | Morgan Lander | 3:45     |  |

## Personal
- Morgan Lander - cantante, coros, guitarra
- Mercedes Lander - batería
- Jennifer Arroyo - bajo
- Lisa Marx - guitarra (en vivo)
- Steve Thompson - productor